# خاوی خیمنز (بازیکن فوتبال، زاده ۱۹۸۷)
خاوی خیمنز (انگلیسی: Javi Jiménez؛ زادهٔ ۸ ژوئن ۱۹۸۷) بازیکن فوتبال اهل اسپانیا است.
از باشگاه‌هایی که در آن بازی کرده‌است می‌توان به باشگاه فوتبال رئال مورسیا، باشگاه فوتبال رئال وایادولید، باشگاه فوتبال لوانته، باشگاه فوتبال آلکورکون، و باشگاه فوتبال الچه اشاره کرد.